# Cessna 120
Cessna 120 – samolot turystyczny amerykańskiej firmy Cessna oblatany w 1946, jednocześnie z modelem 140, między którymi różnice są niewielkie.
Oba modele nie odniosły sukcesów rynkowych, ponieważ w 1950 wszedł na rynek model Cessna 150, mający ładniejszy kształt i nowsze rozwiązania technologiczne.
Produkowano trzy wersje modelu 120 i 140: Cessnę 120, 140, 140a. Razem sprzedano ponad 7000 samolotów Cessna 120/140.

## Warianty

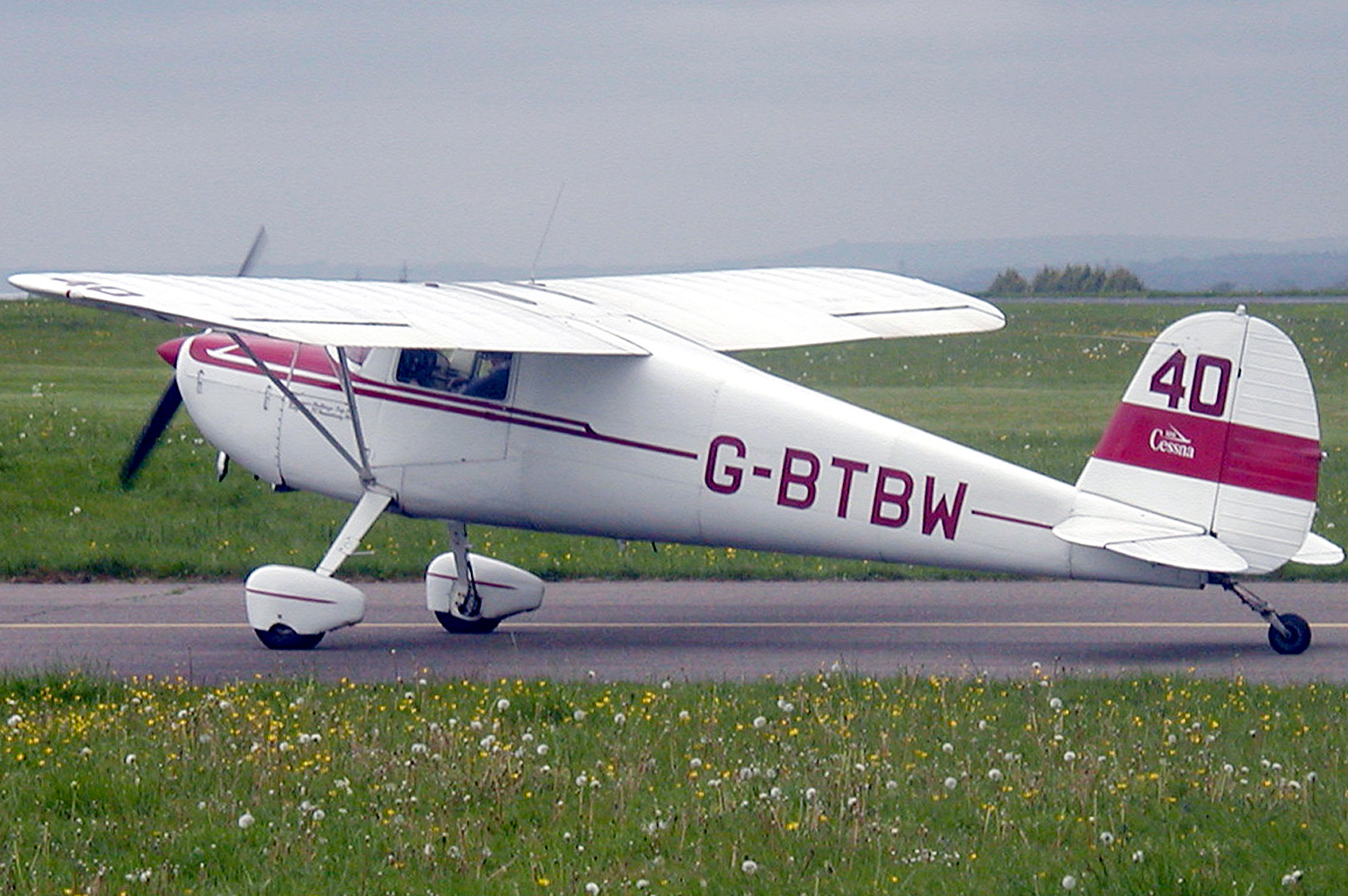
1947 Cessna 120

- Cessna 140 – pierwszy model z rodziny Cessna 120-140. Pierwotnie wyposażono w chłodzony powietrzem, czterocylindrowy silnik tłokowy typu bokser Continental o mocy 85 lub 90 KM (63 lub 67 kW). Kadłub samolotu był metalowy, skrzydła płócienne. Większa Cessna była wyposażona w 4 siedzenia i mocniejszy silnik.
- Cessna 120 – ekonomiczna wersja modelu 140. Skromniej wyposażona, ale najpopularniejsza.
- Cessna 140A – ostatni wariant Cessny 140 oblatany w 1949. Otrzymał mocniejszy silnik i lepsze skrzydła.